# Onthoecus
Onthoecus là một chi bọ cánh cứng thuộc họ Scarabaeidae.